# Adamantios Korais
Adamantios Korais, řecky Ἀδαμάντιος Κοραῆς (27. duben 1748, İzmir – 6. duben 1833, Paříž) byl řecký humanistický učenec, filolog a spisovatel, klíčový představitel řeckého národního obrození v 19. století, bojovník proti turecké nadvládě.

## Biografie
Vytvořil novodobou spisovnou řečtinu (kathareusu), kterou v letech 1828–1835 shrnul ve slovníku Atakta. Starověkou řeckou kulturu pokládal za základ národního sebeuvědomění moderního řeckého národa, což podporoval zejména svojí ediční činností v Elliniki Vivliothiki (Řecké knihovně), naopak se snažil tlumit dědictví Byzantské říše a východní církve, které v jeho představě odporovalo osvícenským a liberálním ideálům.
Byl ovlivněn francouzskou kulturou a politikou, byl svědkem a sympatizantem Francouzské revoluce, ve Francii žil po většinu života – vystudoval medicínu na Univerzitě v Montpellier a později působil v Paříži. Známé jsou jeho parafráze francouzských revolučních pochodů Asma Polemistirion (Bojová píseň) a Salpisma Polemistirion (Bojový hlas polnice).
V anketě Velcí Řekové, v originále Μεγάλοι Έλληνες (Megali Ellines), kterou roku 2009 uspořádala řecká televizní stanice Skai TV a která hledala největší osobnosti řecké historie, se umístil na 39. místě. V letech 1978–2001 byl také zobrazen na stodrachmové bankovce.